# Harry Brockbank
Harry Brockbank (nascido em 26 de setembro de 1998) é um futebolista inglês que atua como Zagueiro ou Lateral-Direito e joga pelo Bolton Wanderers . 

## Carreira do clube
Harry Brockbank fazia parte da academia do Bolton Wanderers desde os sete anos de idade.   Brockbank foi emprestado para Salford City em 30 de novembro de 2018  e fez sua estréia no dia 18 de dezembro, jogando 90 minutos em uma vitória por 3-1 contra o Gateshead na primeira rodada do FA Trophy, ajudando o Salford a chegar ao segundo round pela primeira vez em sua história  Ele jogou mais um jogo, em 01 de janeiro de 2019, chegando como um substituto final para Matt Green em uma vitória por 2-0 na liga contra o Wrexham .  Ele fez sua estréia pelo Bolton em 19 de abril de 2019, começando em uma derrota por 0-2 contra o Aston Villa . Este resultado significou que o Bolton foi rebaixado para a League One .  Brockbank foi originalmente liberado pelo clube quando seu contrato expirou em 30 de junho de 2019, no entanto, ele assinou um novo contrato de dois anos em 3 de agosto de 2019  apesar do interesse de Burnley e Sunderland .  Quando os jogadores mais experientes se recusaram a jogar contra o Coventry City devido a salários não pagos, Brockbank jogou como capitão e liderou o time mais jovem da história do Bolton Wanderers, com 19 anos de idade, empatando em 0 x 0.  Brockbank descreveu o capitão do clube como seu sonho e que o Bolton é o único time que ele quer jogar. 

## Estatísticas de carreira
| Clube                     | Temporada         | Liga              | Liga     | Liga | FA Cup   | FA Cup | Taça da Liga | Taça da Liga | De outros | De outros | Total | Total     |
| Clube                     | Temporada         | Divisão           | Partidas | Gols | Partidas | Gols   | Partidas     | Gols         | Partidas  | Gols      | Apps  | Objetivos |
| ------------------------- | ----------------- | ----------------- | -------- | ---- | -------- | ------ | ------------ | ------------ | --------- | --------- | ----- | --------- |
| Bolton Wanderers          | 2018-19           | Championship      | 3        | 0    | 0        | 0      | 0            | 0            | 0         | 0         | 3     | 0         |
| Salford City (empréstimo) | 2018-19           | National League   | 1        | 0    | 0        | 0      | 0            | 0            | 1 1       | 0         | 2     | 0         |
| Total de Carreira         | Total de Carreira | Total de Carreira | 4        | 0    | 0        | 0      | 0            | 0            | 1         | 0         | 5     | 0         |

Notas
1. 1 2  Appearances in the FA Trophy